# Henry Stuart (avocat canadien)
Pour les articles homonymes, voir Henry Stuart et Stuart.
Henry Stuart (1815, Québec, Bas-Canada - 18 janvier 1871, Londres, Angleterre, Royaume-Uni) est un avocat canadien ayant pratiqué le droit à Montréal.

## Biographie
Henry Stuart est le fils d'Andrew Stuart et le frère d'Andrew Stuart (en) (16 juin 1812 - 9 juin 1891),. 
Il est bâtonnier du Barreau de Montréal de 1856 à 1858 et bâtonnier du Québec pour le bâtonnat de 1861-1862,. Le 9 avril 1862, Henry Stuart est également nommé avocat de la Ville de Montréal, poste qu'il partagera avec Rouër Roy.
Henry Stuart est décédé en 1878. Il est enterré au cimetière LaGuerre à Godmanchester, en Montérégie au Québec.

## Hommages et distinctions

### Titre honorifique
- Conseiller de la reine

### Titre de civilité
- Monsieur le bâtonnier[4]

#### Droit
- Avocat, Juriste
- Droit au Québec, Droit civil
- Histoire du droit au Québec, XIXe siècle en droit au Québec, XXe siècle en droit au Québec
- Système judiciaire du Québec, Loi du Québec
- Barreau du Québec, Bâtonnier du Québec
- Barreau de Montréal, Districts judiciaires du Québec
- Code civil du Bas-Canada, Code criminel du Canada